# Montgomery Wilson

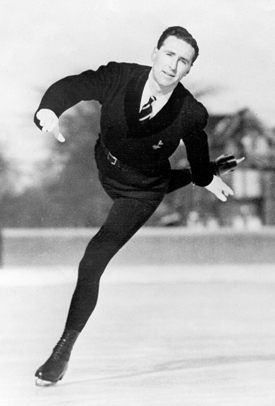
Montgomery "Bud" Wilson (1909–1964)

William Stewart Montgomery "Bud" Wilson  (Toronto, Ontário, 20 de agosto de 1909 – Lincoln, Massachusetts, 15 de novembro de 1964) foi um patinador artístico canadense. Ele conquistou uma medalha de bronze olímpica em 1932, e uma medalha de prata em campeonatos mundiais. Wilson competiu no individual masculino e nas duplas ao lado da irmã Constance Wilson.

## Principais resultados

### Individual masculino
| Resultados                                            | Resultados       | Resultados    | Resultados        | Resultados       | Resultados      | Resultados      | Resultados      | Resultados        | Resultados      | Resultados      | Resultados      | Resultados      | Resultados      | Resultados    | Resultados      | Resultados      |
| Internacional                                         | Internacional    | Internacional | Internacional     | Internacional    | Internacional   | Internacional   | Internacional   | Internacional     | Internacional   | Internacional   | Internacional   | Internacional   | Internacional   | Internacional | Internacional   | Internacional   |
| Evento/Temporada                                      | 1923– 1924       |               | 1925– 1926        | 1926– 1927       | 1927– 1928      | 1928– 1929      | 1929– 1930      | 1930– 1931        | 1931– 1932      | 1932– 1933      | 1933– 1934      | 1934– 1935      | 1935– 1936      | 1936– 1937    | 1937– 1938      | 1938– 1939      |
| ----------------------------------------------------- | ---------------- | ------------- | ----------------- | ---------------- | --------------- | --------------- | --------------- | ----------------- | --------------- | --------------- | --------------- | --------------- | --------------- | ------------- | --------------- | --------------- |
| Jogos Olímpicos                                       |                  |               |                   | 13.º             |                 |                 |                 | Medalha de bronze |                 |                 |                 | 4.º             |                 |               |                 |                 |
| Campeonato Mundial                                    |                  |               |                   | 7.º              |                 | 4.º             |                 | Medalha de prata  |                 |                 |                 | 5.º             |                 |               |                 |                 |
| Campeonato Norte-Americano                            |                  |               | Medalha de bronze |                  | Medalha de ouro |                 | Medalha de ouro |                   | Medalha de ouro |                 | Medalha de ouro |                 | Medalha de ouro |               | Medalha de ouro |                 |
| Nacional                                              |                  |               |                   |                  |                 |                 |                 |                   |                 |                 |                 |                 |                 |               |                 |                 |
| Campeonato Canadense                                  | Medalha de prata |               | Medalha de prata  | Medalha de prata |                 | Medalha de ouro | Medalha de ouro | Medalha de ouro   | Medalha de ouro | Medalha de ouro | Medalha de ouro | Medalha de ouro |                 |               | Medalha de ouro | Medalha de ouro |
|                                                       |                  |               |                   |                  |                 |                 |                 |                   |                 |                 |                 |                 |                 |               |                 |                 |
| Legenda: Competição não foi disputada nesta temporada |                  |               |                   |                  |                 |                 |                 |                   |                 |                 |                 |                 |                 |               |                 |                 |

### Duplas

#### Com Constance Wilson
| Resultados                                            | Resultados        | Resultados      | Resultados      | Resultados      | Resultados       | Resultados      | Resultados      | Resultados       | Resultados        | Resultados    | Resultados    | Resultados    | Resultados    | Resultados    | Resultados    | Resultados    |
| Internacional                                         | Internacional     | Internacional   | Internacional   | Internacional   | Internacional    | Internacional   | Internacional   | Internacional    | Internacional     | Internacional | Internacional | Internacional | Internacional | Internacional | Internacional | Internacional |
| Evento/Temporada                                      | 1926– 1927        |                 | 1928– 1929      | 1929– 1930      | 1930– 1931       | 1931– 1932      | 1932– 1933      | 1933– 1934       | 1934– 1935        |               |               |               |               |               |               |               |
| ----------------------------------------------------- | ----------------- | --------------- | --------------- | --------------- | ---------------- | --------------- | --------------- | ---------------- | ----------------- | ------------- | ------------- | ------------- | ------------- | ------------- | ------------- | ------------- |
| Jogos Olímpicos                                       |                   |                 |                 |                 | 5.º              |                 |                 |                  |                   |               |               |               |               |               |               |               |
| Campeonato Mundial                                    |                   |                 | 4.º             |                 | 6.º              |                 |                 |                  |                   |               |               |               |               |               |               |               |
| Campeonato Norte-Americano                            | Medalha de bronze | Medalha de ouro |                 | Medalha de ouro |                  | Medalha de ouro |                 | Medalha de prata |                   |               |               |               |               |               |               |               |
| Nacional                                              |                   |                 |                 |                 |                  |                 |                 |                  |                   |               |               |               |               |               |               |               |
| Campeonato Canadense                                  | Medalha de prata  |                 | Medalha de ouro | Medalha de ouro | Medalha de prata | Medalha de ouro | Medalha de ouro | Medalha de ouro  | Medalha de bronze |               |               |               |               |               |               |               |
|                                                       |                   |                 |                 |                 |                  |                 |                 |                  |                   |               |               |               |               |               |               |               |
| Legenda: Competição não foi disputada nesta temporada |                   |                 |                 |                 |                  |                 |                 |                  |                   |               |               |               |               |               |               |               |

### Quartetos

#### Com Dorothy Caley, Hazel Caley, e Ralph McCreath
| Campeonato Norte-Americano | Medalha de ouro |

#### Com Constance Wilson, Elizabeth Fisher, e Hubert Sprott
| Campeonato Norte-Americano | Medalha de prata |